# Flecha Valona 1987
La Flecha Valona 1987 se disputó el 15 de abril de 1987, y supuso la edición número 51 de la carrera. El ganador fue el francés Jean-Claude Leclercq. El belga Claude Criquielion y el alemán Rolf Gölz fueron segundo y tercero respectivamente.

## Clasificación final
| Pos. | Ciclista             | Equipo                           | Tiempo   |
| ---- | -------------------- | -------------------------------- | -------- |
| 1    | Jean-Claude Leclercq | Toshiba-Look                     | 6h19'23" |
| 2    | Claude Criquielion   | Hitachi-Marc-Rossin              | a 26"    |
| 3    | Rolf Gölz            | Superconfex-Kwantum-Yoko-Colnago | a 51"    |
| 4    | Stephen Roche        | Carrera Jeans-Vagabond           | a 56"    |
| 5    | Yvon Madiot          | Système U                        | a 1'07"  |
| 6    | Paul Watson          | Lycra-Halfords                   | a 1'22"  |
| 7    | Dag Otto Lauritzen   | 7-Eleven                         | a 1'29"  |
| 8    | Martial Gayant       | Système U                        | a 1'45"  |
| 9    | Alberto Volpi        | Gewiss-Bianchi                   | a 1'58"  |
| 10   | Moreno Argentin      | Gewiss-Bianchi                   | a 2'30"  |